# NGC 7800
NGC 7800 في الفهرس العام الجديد، هي مجرة، تقع في كوكبة الفرس الأعظم. اكتشفت في 24 ديسمبر 1783 بواسطة ويليام هيرشل.

## روابط خارجية
- NGC 7800 على موقع ويكي سكاي: DSS2, SDSS, GALEX, IRAS, Hydrogen α, X-Ray, Astrophoto, Sky Map, Articles and images